# Lisa Hannigan
Lisa Hannigan, celým jménem Lisa Margaret Hannigan (* 12. února 1981) je irská zpěvačka, skladatelka, tanečnice a autorka filmové hudby.

## Život
Narodila se v Dublinu, ale vyrostla ve vesnici Kilcloon v irském hrabství Meath. Absolvovala místní základní školu Scoil Oilibhéir Naofa, později se přihlásila na studia na Trinity College Dublin na Univerzitě v Dublinu, kde studovala francouzštinu a dějiny umění. Hudební počátky Lisy Hannigan se datují do roku 2001, kdy se setkala na koncertě s irským folkovým zpěvákem Damienem Ricem, a zapojila se do jeho sboru.

## Tvorba

### Sólová tvorba
Profesionální dráhu zahájila nahráním vokálů na desky Damiana Rice, zlomovým rokem byl rok 2007. O rok později vydala své debutové album See Sew, následně vyrazila na své první sólové turné. Album nazkoušela s kapelou ve stodole v Thomastownu, nahráno bylo ve studiu v Dublinu. Její druhé album Passenger bylo vydáno v roce 2011, po několikaleté pauze oznámila vydání třetího alba v roce 2016. To se jmenuje At Swim, Hannigan na něm spolupracovala s Aaronem Dessnerem, frontmanem kapely The National. Spolupráce se rozvinula v širší spolupráci, Hannigan přispěla vokály na album kapely nazvané Sleep Well Beast. V roce 2023 spolupracovala v podobě vokálů i na album jiného irského rodáka, Eda Sheerana.

### Filmové hudba
Lisa Hannigan spolupracovala na řadě soundtracků jako vokalistka, skladatelka nebo na vybrané nástroje (Na dotek, Shrek Třetí, Ondine). Výraznější prostor dostala na soundtracku a skladbách k irskému animovanému filmu Píseň moře. Její hlas provází i titulní stejnojmennou píseň filmu (českou verzi nazpívala Markéta Irglová).

## Dílo
- 2008: Sea Sew
- 2011: Passenger
- 2014: Soundtrack k filmu Píseň moře
- 2016: At Swim
- 2019: Live in Dublin